# Zdenko Svirčić
Zdenko Svirčić (Split, 26. studenoga 1924. – Zagreb, 23. prosinca 2016.), hrvatski kipar, ilustrator i crtač stripova.

## Životopis
Zdenko Svirčič rođen je 1924. godine u Splitu, u mnogočlanoj obitelji, kao najstariji od petero braće. Roditelji su mu bili uspješni poduzetnici, vlasnici legendarne međuratne pašticerije „Svirčić“ u Marulićevoj ulici u Starom gradu.
Zdenko je još od djetinjstva pokazivao sklonost prema crtanju i modeliranju („olovka u ruci mu je bila najdraža igračka“), taj talent je još više bio izražen u gimnaziji, zahvaljujući nastavniku crtanja. Ukratko, bio je jako dobar promatrač koji je ono što bi vidio vješto reproducirao, pa je izrađivao uspješne portrete i biste. Osim obiteljske podrške, u svojim formativnim godinama Zdenko je dobivao osobne i umjetničke poticaje, pa i svojevrsna usmjeravanja od strane strica, poznatog splitskog fotografa Karla Stühlera, koji je profesionalno bio vezan za tamošnji Arheološki muzej. U konačnici, stric je mladom Zdenku i omogućavao da se razvija u smjeru.
Kao šesnaestogodišnjem mladiću zagrebački „Jutarnji list“ 1940. objavljuje reprodukciju njegove prve biste i kraći tekst i tome.
Nakon mature, odnosno po završetku gimnazijskog obrazovanja, 20-godišnji Zdenko pridružuje se narodnooslobodilačkom pokretu i odlazi u partizane. Njegova brigada – u kojoj je radio u prop- odjelu i za koju je, među ostalima, crtao karte - djelovala je na području Zadra, a sudjelovala je i u završnim bitkama za Tržić (Italija).
Po završetku rata i demobilizacije, u jesen 1946. godine upisuje Akademiju likovnih umjetnosti u Zagrebu – kiparski smjer. Studirao je u klasi profesora Frana Kršinića i Grge Antunca. Iste te jeseni, školske godine 1946./47. kao brucoši na Akademiji su svoju akademsku naobrazbu zajedno sa Svirčićem počeli stjecati Đuro Seder, Boris Dogan, Cvijeta Job, Vladimir Delač, Josip Roca i drugi.
Upravo na Akademiji Zdenko Svirčić se upoznaje i zbližuje s godinu dana starijom studenticom kiparstva Ružicom Peter, koja je došla studirati iz Karlovca (gdje su njeni roditelji, slično Zdenkovim, imali slastičarnicu „Eduard Peter“ na gradskoj promenadi nasuprot Zorin doma).
Godine 1950. u kojoj je Svirčić  (nakon što je u „rekordnom roku“ iz godine u godinu polagao sve ispite) diplomirao kiparstvo, Ružica i on zasnivaju obitelj. Godine 1952. Ružica i Zdenko postali su roditelji kćerke Maje, a dvije godine kasnije dobili su još jednu kćerku - Inu (Katarinu).
Pedesetih i šezdesetih godina jedan je od vodećih zagrebačkih (i jugoslavenskih) ilustratora u novinama i u izdavaštvu, kada je surađivao s najvećim i najvažnijim urednicima i umjetnicima toga doba, uključujući i jedinog hrvatskog oscarovca Dušana Vukotića. Tada je od milja dobio nadimak „Svirac“, po kojem će u novinarskim, izdavačkim i uopće umjetničkim krugovima ostati upamćen do kraja života. Iznimno je vrijedno i njegovo stvaralaštvo na području stripa
Zdenko Svirčić bavio se opremanjem i ilustriranjem knjiga, prometnih priručnika, izradom prospekata i karata za Turistkomerc, kreiranjem filmskih plakata i posebice novinskih vinjeta. Kao akademski kipar bavio se modeliranjem pune plastike i plaketa (izlagao je na trijenalu male plastike i medaljerstva Memorijal Ive Kerdića). Kao tehnički vrstan slikar po narudžbama je radio kopije renesansnih majstora i obiteljske portrete.
Priključio se poduzeću IKOM, gdje je od 1973. do 1979.  godine radio na mjestu rukovoditelja kreatorskog odjela -  vodio je tim kreatora plaketa i značaka. Narušenog zdravlja prestao je raditi u IKOM-u, a tijekom 80-ih godina prošlog stoljeća, opet se vratio ilustracijama, surađujući sa  tada vodećim hrvatskim izdavačima. Zbog moždanog udara kojeg je doživio 1996. godine prestaje surađivati s „Globusom“ (s kojim je surađivao od početka izlaženja i tijekom domovinskog rata)  i uopće aktivnim umjetničkim radom, ali je ipak i u inat ograničenoj motorici desne ruke za svoj „gušt“ izrađivao kiparske minijature.
Posljednjih pola stoljeća svog života Svirčić je živio sa suprugom u vlastitoj kući u ulici Zatišje na Črnomercu, kući u koju su oboje uložili dio svog kreativnog potencijala. Zdenko Svirčić preminuo je 23. prosinca 2016. u Zagrebu, a pokopan je šest dana kasnije na groblju Mirogoj.

## Ilustrator
Zdenko Svirčić dok je još pohađao Akademiju, kako bi poboljšao svoje materijalno stanje, počinje objavljivati svoje prve ilustracije i crteže u zagrebačkoj štampi (najprije u „Studentskom listu“ i „Kerempuhu“, a nešto kasnije i u „Narodnom listu“, a zatim i u „Vjesniku“) koja upravo u to vrijeme – nakon što se službena državna politika udaljila od Sovjetskog Saveza, a što je posljedično imalo posljedice na sav život u Hrvatskoj i Jugoslaviji, uključujući kulturu i tisak – doživljava snažan uzlet.
Tako će Zdenko Svirčić na samom početku svoje umjetničke karijere 1952. ilustrirati debitantsku knjigu pjesama „Zlatne grane“ mladog književnika i novinara (i budućeg akademika) Nikole Miličevića. Svaka Miličevićeva pjesma u toj knjizi bila je popraćena Svirčićevom ilustracijom. Zbirka „Zlatne grane“ (koju je uredio Grigor Vitez') danas ima kultni status među proučavateljima hrvatske književnosti za djecu, ali i kolekcionarsku vrijednost među bibliofilima.  Iste te 1952. godine počinje izlaziti i „Vjesnik u srijedu“, kojeg će uskoro početi uređivati Fadil Hadžić, a koji kao jednog od svojih važnijih likovnih i tehničkih suradnika, najprije kao crtača naslova, a kasnije i za ilustracije, angažira upravo Zdenka Svirčića.
Od vremena suradnje s „VUS“-om, pa do 1996. godine, Svirčić će kontinuiranim radom i objavljivanjem u bitnoj mjeri vizualno obogatiti i uljepšati svojim realističkim crtežima i ilustracijama najtiražnije tjednike na ovim prostorima, počev od „Arene“ šezdesetih godina (u kojoj je godinama crtao sjajne kolor ilustracije za zadnju stranicu koje su predstavljale neku vrsta „kronike bizarnih dogadjaja“ iz svakodnevnog života i time povezivale najudaljenije prostore bivše države – svaka od tih ilustracija zasebno predstavlja    umjetničko djelo, pa nije neobično što nisu bili rijetki čitatelji ovog lista koji su izrezivali i spremali u svoju kolekciju Svirčićeve ilustracije), preko „Plavog vjesnika“ s kraja 60-ih i početka 70-ih godina (maestralno je npr. ilustrirao roman u nastavcima „Omiški gusari“ Alojza Majetića), pa „ZOV“-a sredinom sedamdesetih, te naposljetku „Globusa“ u prvoj polovici devedesetih godina.U navedenim izdanjima ilustracije Zdenka Svirčića predstavljale su i trade-mark samih listova.
Novinski urednik Marko Grčić će o tome napisati: „Jedan od najboljih narativnih ilustratora u našem žurnalizmu, uz Maurovića, bio je (neopravdano zaboravljeni) Zdenko Svirčić, majstor realistične akcione ilustracije u „Areni“ i „Plavom vjesniku“: on je crtački nadomještao prikaze događaja koje nije zabilježila nikakva kamera.“ Osim novinske ilustracije, Svirčić se bavio i crtanjem ilustracija za knjige, koje su isto tako ostavile neizbrisiv trag. 

### Ilustracije za knjige (izbor)
- Zlatne grane (au. Nikola Miličević), Zagreb, 1952.
- Konjićev skok (au. Šarlota Đuranović), Zagreb, 1961.
- Sjećanje na Sutjesku (au. Karmen Milačić), Zagreb, 1961.
- Zeko ima zrcalo (au. Vjekoslav Majer), Zagreb, 1970.
- Gusari Jadranskog mora (au. Ivo Košutić), Zagreb, 1971.
- Najljepše bajke svijeta (au. Charles Perrault), Zagreb, 1971.
- Knjiga o Jovi Čarugi i Joci Udmaniću (au. Marino Zurl), Zagreb, 1972.
- Ilustrirana dječja enciklopedija (au. Kenneth Bailey), Zagreb, 1973.
- Heroine Jugoslavije (au. Krste Bijelić), Beograd, 1981.
- Priča o gradu Zagrebu (au. Zdenko Kuzmić), Zagreb, 1990.
- Rastimir, srna i Regina (au. Marijan Sinković), Zagreb, 1993.

#### Ostalo (izbor)
- „Pakleni otok“ – filmski plakat (red. Vladimir Tadej), 1979.
- Phantom, Mandrake & Stari Mačak (naslovna ilustracija za "Plavi vjesnik specijal"), 1969

## Crtač stripova
Stripove je pratio od djetinjstva, bio je suvremenik pojave stripa i strip-listova u drugoj polovici 30-ih godina prošlog stoljeća. S velikim zanimanjem pratio je „Oko“, „Mika Miš“, „Mickey Strip“, „Veseli vandrokaš“, „Politikin zabavnik“ i druga strip-izdanja koja su dolazila u Split, kao i stripove koji su izlazili u tadašnjim dnevnim i dječjim listovima.
Koliko je Svirčić bio strastveni stripaš i koliko je bio posvećen devetoj umjetnosti, osim samih stripova koje je nacrtao i koji su njegovim suvremenicima ostali u nezaboravnom sjećanju, ilustriraju brojni detalji iz njegove karijere, pa je uistinu šteta što se njime nije nastavio baviti.
Pedesetih godina samonicijativno se odlučio na crtanje povijesnog stripa „Salambo“, prema istoimenom, istina kontraverznom romanu Gustava Flauberta iz 1862. godine koji se događa u Kartagi u 3 st. Prije Krista i obrađuje njihove sukobe s Rimljanima.
Mladen Bjažić, tadašnji urednik „Plavog vjesnika“ u ljeto 1959. upravo je Svirčiću i Žarku Bekeru poklonio povjerenje završetka stripa „Kroz minula stoljeća“ (u koloru) kojeg je dotad crtao Jules Radilović, s obzirom na to da je 31-godišnji autor preko noći obolio i nije bio više u mogućnosti da crta ovaj strip koji je bio jedan od zaštitnih znakova tjednika.
Zdenko Svirčić je autor ilustracije za naslovnicu specijalnog broja „Plavog vjesnika“ -  (urednik Pero Zlatar) koji je izišao početkom 1969. godine, sa stripovima „Fantom“, „Mandrak“ i – „Povratak Starog Mačka“ R. Aljinovića i Andrije Maurovića.
U drugoj polovici sedamdesetih i u prvoj polovici osamdesetih godina Zdenko Svirčić je izlagao na više grupnih izložbi jugoslavenskog stripa  (npr. u Đurđevcu 1983., u Bugojnu 1985.), a svoje mjesto Svirčić je dobio i na najvećoj i najvažnijoj izložbi stripa ikada organiziranoj u našoj zemlji „Strip u Hrvatskoj 1867. – 1985.“ (kustosa Veljka Krulčića i Darka Glavana) koja je početkom 1986. godine priređena u Muzejskom prostoru Zagreb.
Na Drugom salonu jugoslavenskog stripa u Vinkovcima 1985. godine dobio je specijalno priznanje za svoj doprinos stripu, koje je dodijeljeno pedesetorici „najvažnijih“ živućih autora, a povodom pedesetog „rođendana“ stripa na našim prostorima.    

### Stripografija
- Zasjeda na Mediteranu (sc. Marcel Čukli), Miki strip, 1954.
- Obruč (sc. Marcel Čukli), Naša smotra, 1962/63.
- Gusari na Atlantiku (sc. Zvonimir Furtinger), Plavi vjesnik, 1963.
- U ledenoj pustinji (sc. Zvonimir Furtinger), Plavi vjesnik, 1963.
- Počelo je na Čukur-Česmi (sc. Rudi Aljinović), Strip magazin, 1966.
- Roški buntovnici (sc. Rudi Aljinović), Strip magazin, 1966.
- Pobuna okovanih (sc. Rudi Aljinović), neobjavljeno, izgubljeno, namijenjen za Strip magazin, 1966.

Nakon svog premijernog objavljivanja, stripovi Zdenka Svirčića su kasnije objavljivani i u monografijama „Hrvatski poslijeratni strip“ autora Veljka Krulčića (Istarska naklada, Pula, 1984.), u društvu s ostvarenjima Neugebauera, Maurovića, Bekera, Bednjanca, Radilovića, Reisingera, „Novog kvadrata“, Delača i Dovnikovića; te „Hrvatski antifašistički strip“ (Stripforum, Zagreb, 2014.), za koju je proslov napisao predsjednik dr. Ivo Josipović.
Kompletan strip-opus, svih šest kompletnih stripova,  Zdenka Svirčića objavljeno je u knjizi/albumu – u izdanju udruge “Strip forum” (Zagreb), urednik Mladen Novaković, 2013. godine. U knjizi, uz sjajnu analizu umjetnikova opusa iz pera Marina Radišića, tiskan je i intervju kojeg je povjesničar stripa Zdravko Zupan ranih 80-ih vodio sa Svirčićem, kada je i objavljen u “Yu stripu”. Po svemu sudeći radi se o jedinom razgovoru za novine na temu stripa kojeg je za života Svirčić dao.
Svoju bibliografsku jedinicu dobio je u “The World Encyclopedia of Comics” autora Mauricea Horna,  u oba izdanja – onome iz 1976. i iz 1999. godine. Autor enciklopedijske natuknice o Svirčiću je Ervin Rustemagić. 
Zdenko Svirčić predstavljen je i u kapitalnom leksikonu “Stripovi koje smo voleli” Zdravka Zupana, Zorana Stefanovića i Živojina Tamburića (“Omnibusstrip”, Beograd, 2011), koji je na beogradskom sajmu knjiga proglašen “izdavačkim projektom godine”.
Zagrebačka udruga prijatelja stripa “Strip forum” je svoj kalendar za 2015. godinu u cijelosti posvetila Svirčiću i njegovom strip stvaralaštvu.
Predstavljen je na izložbi „Splitcomics: Stoljeće splitskog stripa“ (kustos Zlatko Gall), koja je u Splitu održana 2007. godine.
Isto tako, predstavljen je na izložbi „100 years comics the Balkans“ (100 godina stripa na Balkanu), koja je održana 2014. u Bruxellesu (Belgija).

## Vanjske poveznice
- Službena stranica  Arhivirana inačica izvorne stranice od 30. ožujka 2018. (Wayback Machine)